# Cornifrons
Cornifrons ist eine Gattung von Schmetterlingen aus der Familie der Crambiden (Crambidae).

## Merkmale
Die Vertreter der Gattung Cornifrons ähneln denen der Gattung Evergestis , unterscheiden sich aber in der Form der Stirn (Frons). Auf ihr befindet sich ein kräftiger, beidseitig zusammengedrückter Medianfortsatz, der vorn einen klingenartigen Rand besitzt. Körper und Beine sind anliegend beschuppt. Die Tegulae sind mäßig lang und mit angedrückten Schuppen versehen. Die Labialpalpen sind anliegend beschuppt und reichen bis zum Stirnvorsprung. Die Nebenpalpen sind etwas kürzer und fadenförmig. Ocellen sind vorhanden. Bei den Weibchen ist der Uncus triangulär und spitz. Der Gnathos ist kurz, schlank und zugespitzt.

## Verbreitung
Die Vertreter der Gattung sind in Südeuropa, Nordamerika, Nordafrika (Somalia) und Kleinasien (Syrien) verbreitet. Bei günstigen klimatischen Bedingungen können Exemplare von Cornifrons ulceratalis durch kräftige Winde von Nordafrika nach Europa verdriftet werden.

## Systematik
Die Gattung Corniforns umfasst fünf Arten:
- Cornifrons actualis Barnes & McDunnough, 1918
- Cornifrons albidiscalis Hampson in Poulton, 1916
- Cornifrons albiscalis Hampson, 1916
- Cornifrons phasma Dyar, 1917
- Cornifrons ulceratalis Lederer, 1858

## Belege
1. 1 2 3  Barry Goater, Matthias Nuss, Wolfgang Speidel: Pyraloidea I (Crambidae, Acentropinae, Evergestinae, Heliothelinae, Schoenobiinae, Scopariinae). In: P. Huemer, O. Karsholt, L. Lyneborg (Hrsg.): Microlepidoptera of Europe. 1. Auflage. Band 4. Apollo Books, Stenstrup 2005, ISBN 87-88757-33-1 (englisch).
2. ↑  Lederer, Julius (1858): Noch einige syrische Schmetterlinge. Wiener Entomologische Monatsschrift 2: Seite 135–152 PDF
3. 1 2  Global Information System on Pyraloidea (GlobIZ). Abgerufen am 4. Juni 2014.
4. 1 2  Cornifrons bei Fauna Europaea. Abgerufen am 4. Juni 2014
5. ↑  Rebel, Hans (1892): Beitrag zur Microlepidopterenfauna des canarischen Archipels. Annalen des k. k. naturhistorischen Hofmuseums 7(3): Seite 241–284 PDF
6. ↑  Dantart, Jordi; Stefanescu, Constantí; Àvila, Anna; Alacrón, Marta (2009): Long-distance wind-borne dispersal of the moth Cornifrons ulceratalis (Lepidoptera: Crambidae: Evergestinae) into the northern Mediterranean. PDF